# Nervo alveolare posterosuperiore
Il nervo alveolare posterosuperiore è il nervo sensitivo che trasporta gli impulsi dal seno mascellare, dalla gengiva, dai tessuti pulpari e dal parodonto dei molari mascellari verso il nervo infraorbitale o direttamente verso il nervo mascellare. Sono normalmente due, che originano da un tronco comune.